# Burg Königsberg (Bayern)

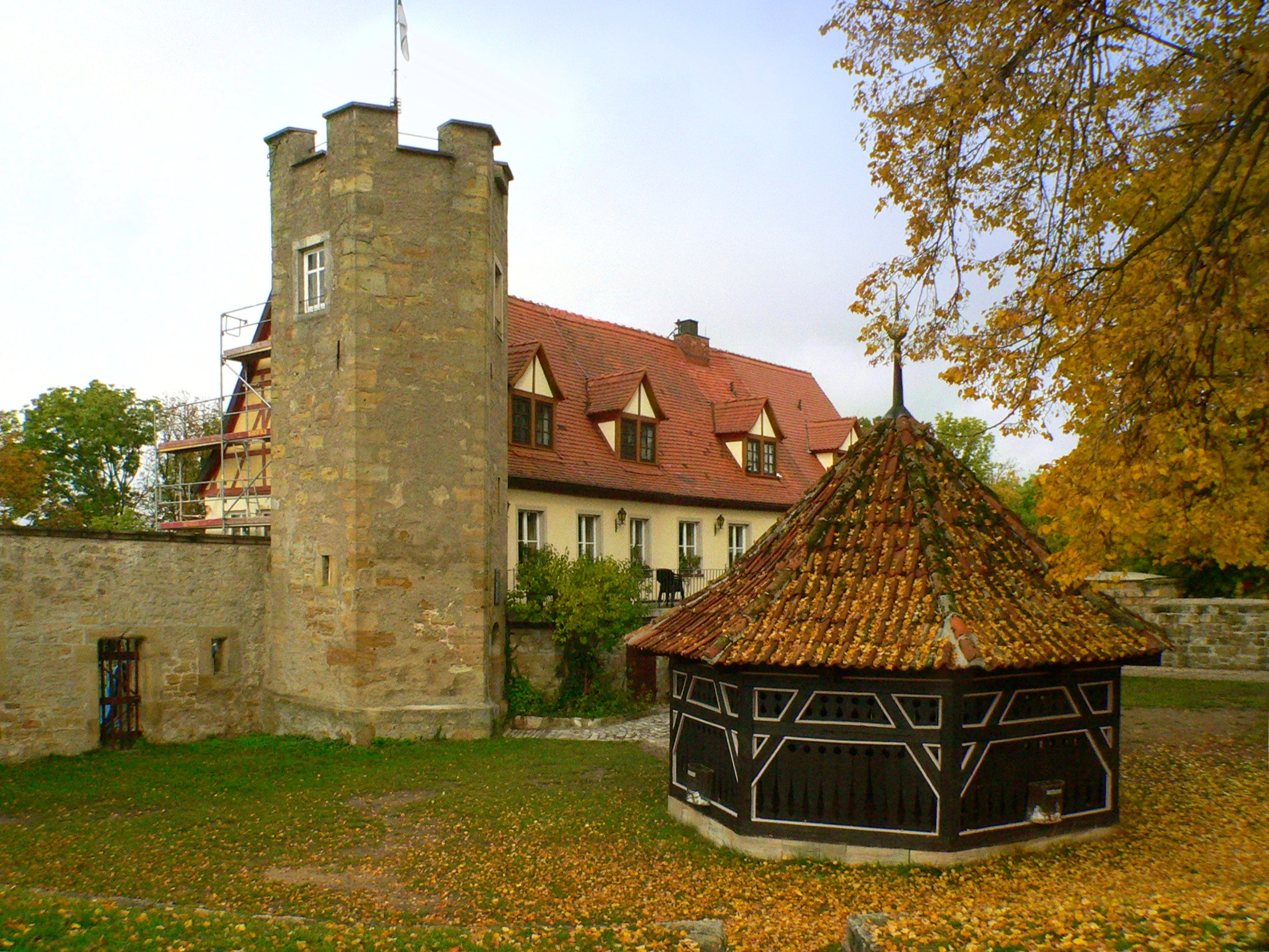
Innenhof mit Brunnenhaus und neuzeitlichem Turm

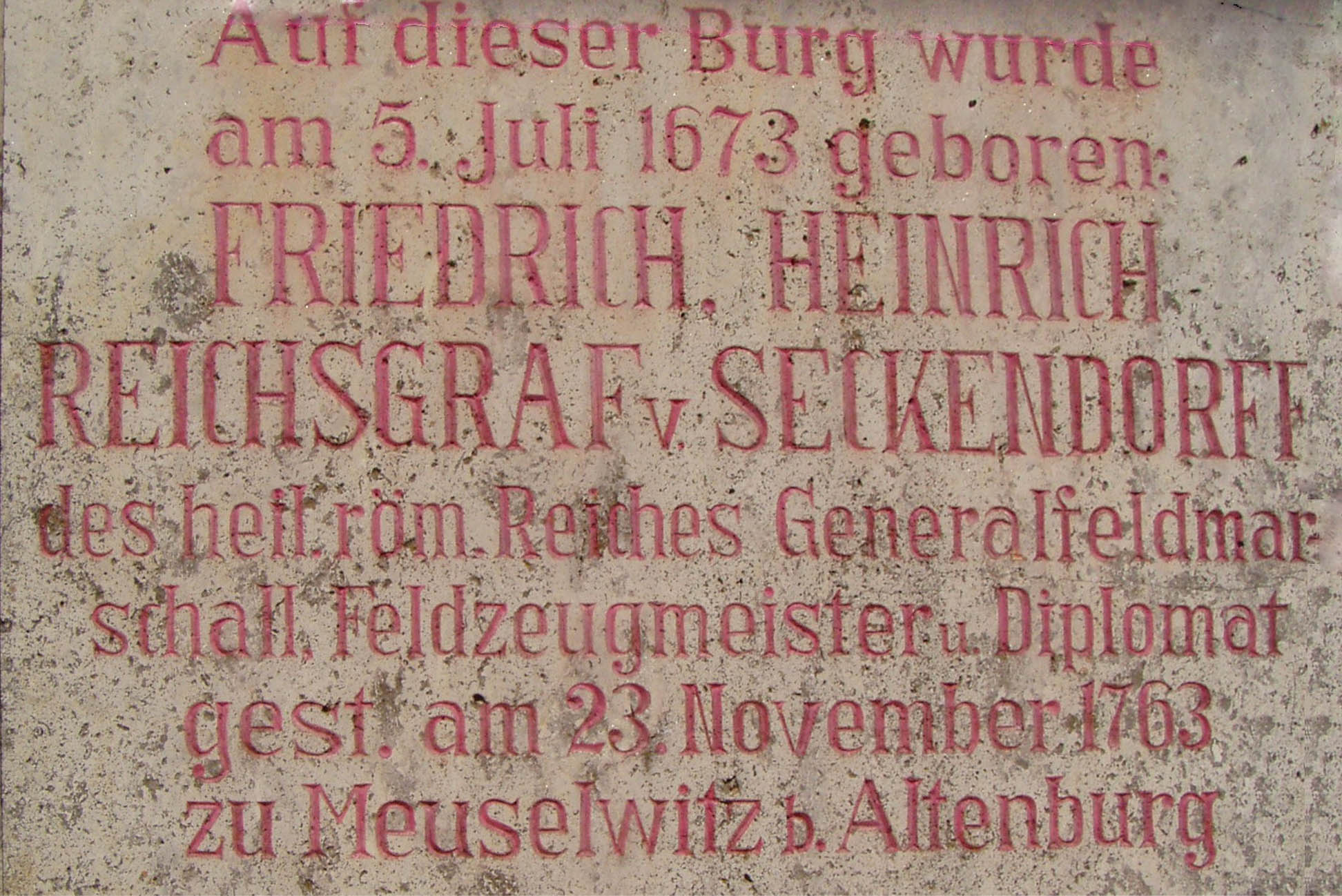
Gedenktafel an den hier geborenen Reichsgraf von Seckendorff

Die Burg Königsberg ist die Ruine einer ehemaligen hochmittelalterlichen Reichsburg über der Stadt Königsberg in Bayern, gelegen im unterfränkischen Landkreis Haßberge in Bayern. Die Anlage wird seit dem 20. Jahrhundert grundlegend saniert und teilweise wiederaufgebaut. Die Burgruine der Spornburg kann besichtigt werden.

## Geografische Lage
Die Ruine der Spornburg liegt im fränkischen Naturpark Haßberge auf dem 355 Meter hohen Schlossberg in Spornlage östlich hoch über der historischen Altstadt Königsbergs, etwa sieben Kilometer nordöstlich der Stadt Hassfurt.
In der Nähe befinden sich die Ruine Bramberg und das Bergschloss Bettenburg.

## Beschreibung
Die Burg war durch Schenkelmauern mit der Stadtbefestigung verbunden. Gut erkennbar ist noch der südliche Mauerzug hinunter zur katholischen Kirche St. Josef.
Gegen die östliche Hochfläche schützt ein ca. acht Meter tiefer, ausgemauerter Halsgraben die Burg. Der Graben läuft anschließend nur noch bis zu zwei Meter tief um die gesamte Ringmauer.
Das Mauerwerk der ovalen Ringmauer wurde großflächig neu verblendet und aufgemauert. Mehr Originalsubstanz zeigen die Stümpfe der beiden Geschützrondelle der Südseite. Der hohe Turm mit dem Fachwerkaufsatz im Westen ist bis auf den Sockel ein vollständiger Neubau der letzten Jahrzehnte des 20. Jahrhunderts.
Auf dem Burgplateau künden nur noch einige Mauerreste und der Burgbrunnen von der ehemaligen Innenbebauung. Der Brunnen ist mit einem Strahler versehen, so dass bis auf den Grund gesehen werden kann. Er führt heute nur noch nach sehr schweren Regenfällen Wasser. Der Brunnen war nach seiner Reinigung in den zwanziger und dreißiger Jahren vermessen und für 80 Meter tief befunden worden. Heute, nachdem sich wieder einiges an Schutt gesammelt hat, dürfte die Zahl geringer ausfallen. Bemerkenswert sind der relativ große Durchmesser des Brunnens und die Exaktheit der Ausführung.
Der kleine Aussichtsturm und die Gaststätte sind Ergänzungen des 19./20. Jahrhunderts.
Aus heutiger Sicht wird die Sanierung der bedeutenden Burgruine durch den rührigen Burgverein von der wissenschaftlichen Burgenkunde eher kritisch betrachtet. Im Zuge des Ausbaues des Burgenlehrpfades Haßberge wurden die benachbarten Burgruinen teilweise nach modernsten wissenschaftlichen Kriterien archäologisch untersucht und behutsam saniert. Hierbei verzichtete man bewusst auf Ergänzungen und historisierende Zubauten, die das Bild der Burg Königsberg heute in besonderem Maße prägen.

Der Zustand der Burgruine im März 2008
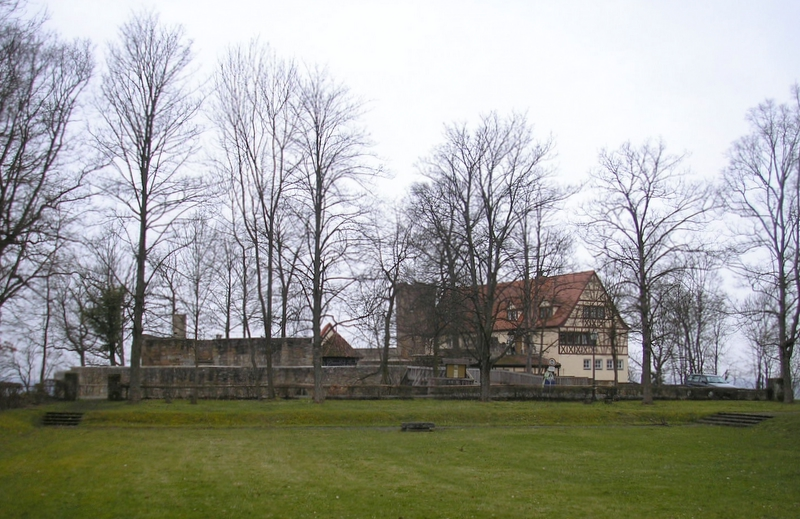
Ansicht von Osten (Kriegerdenkmal)
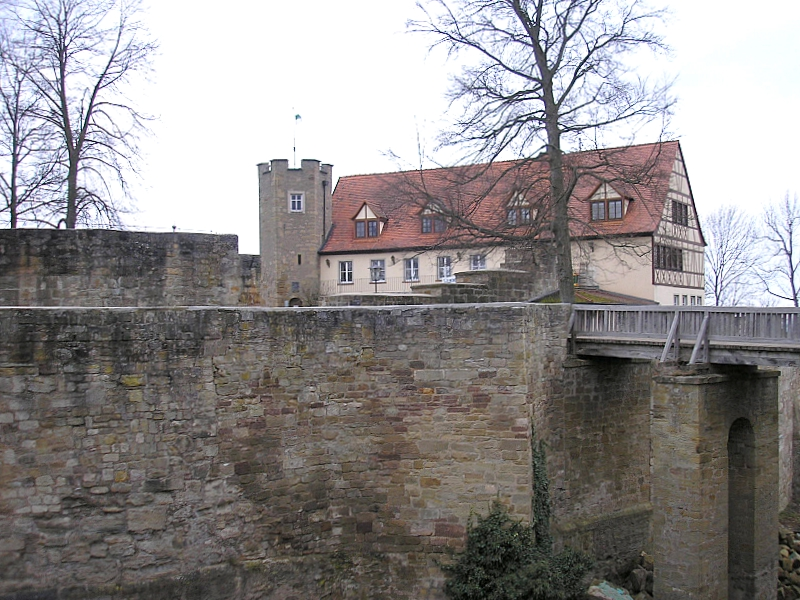
Blick über den Halsgraben auf die Burggaststätte mit dem Aussichtsturm
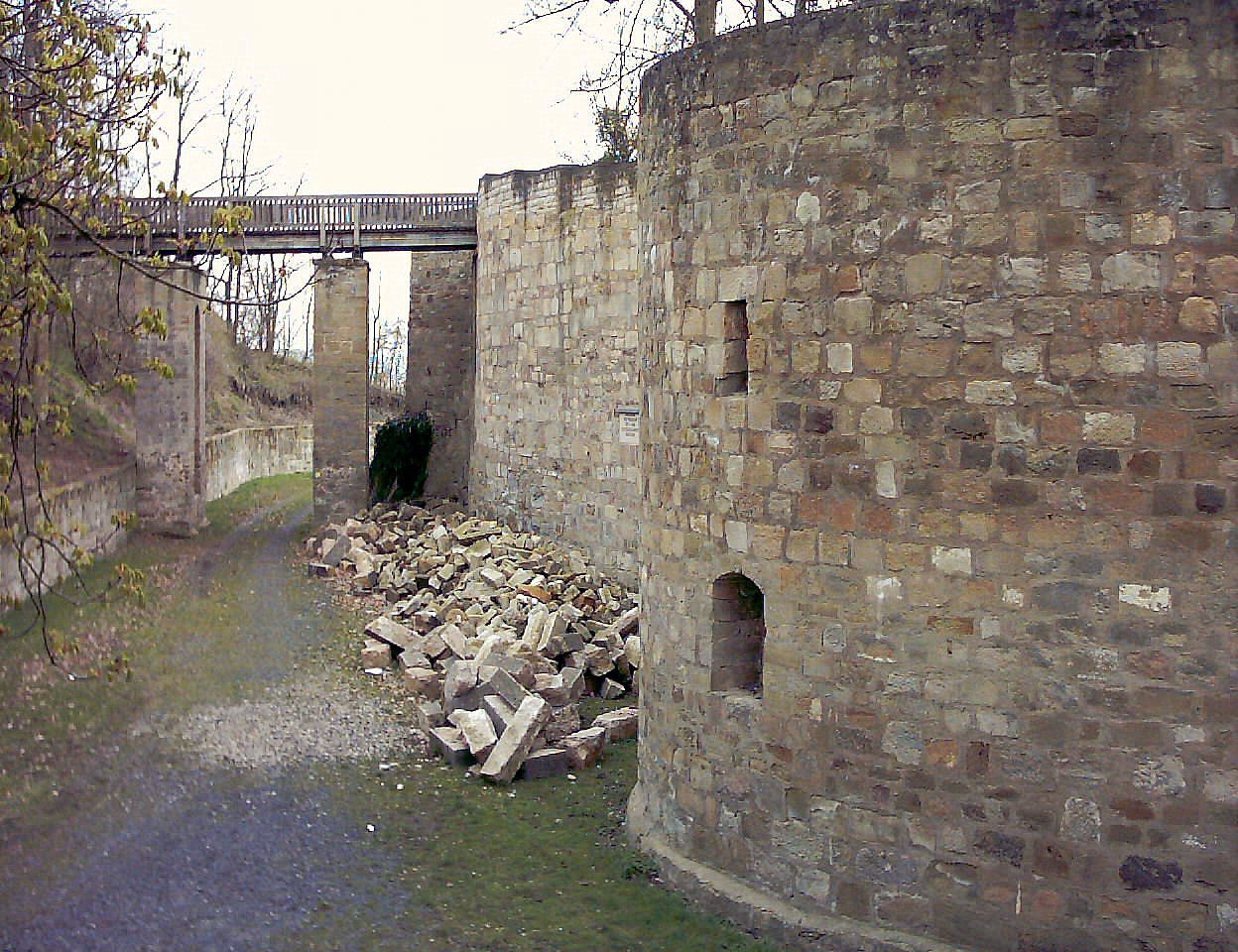
Brücke und Halsgraben
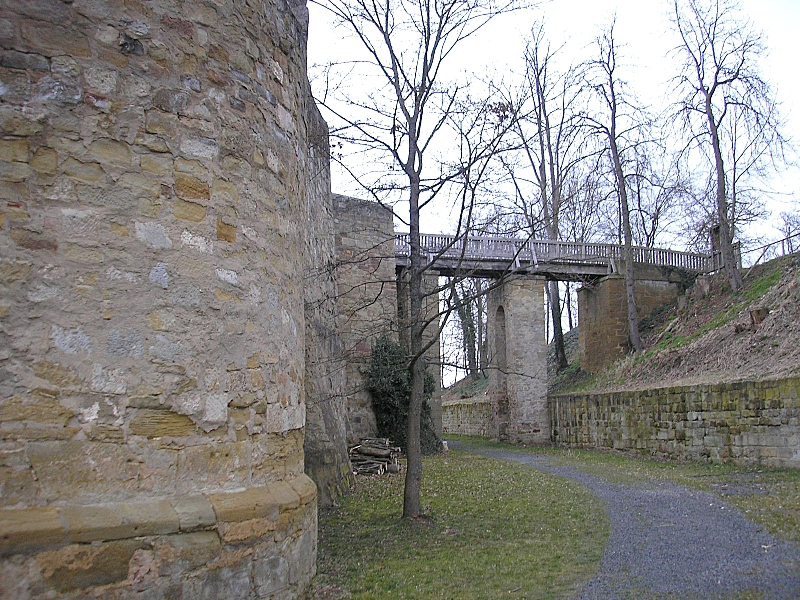
Der östliche Halsgraben mit der Brücke nach Norden
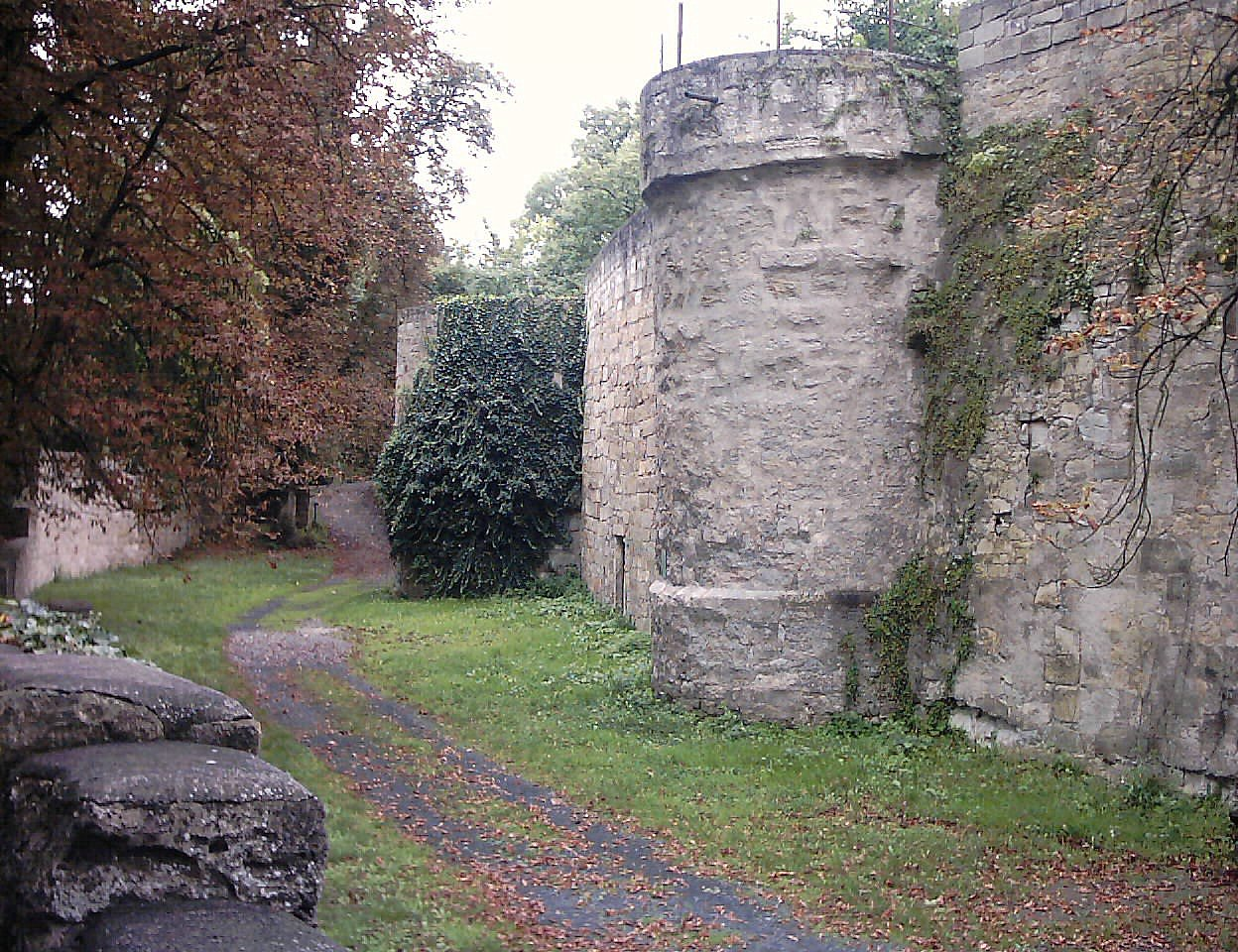
Die Ringmauer (teilweise wiederaufgebaut)
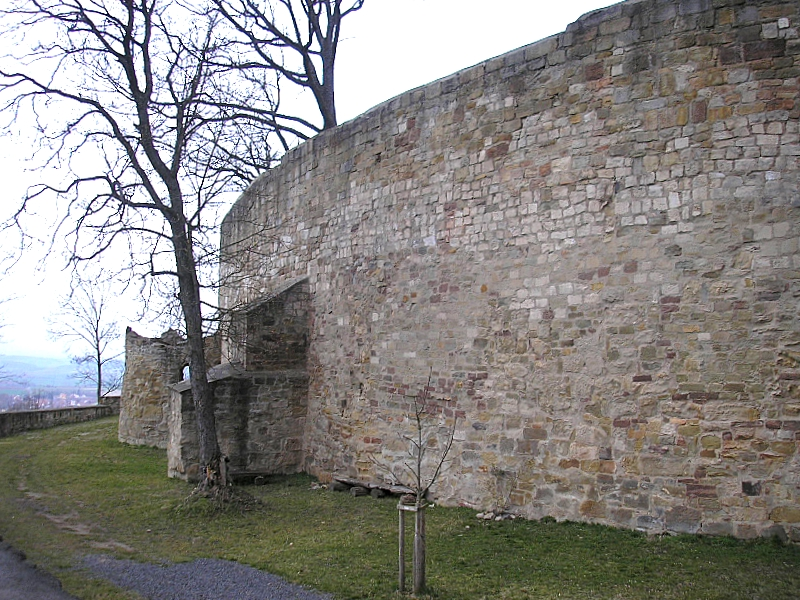
Die südliche Ringmauer. Gut erkennbar sind die aus heutiger Sicht handwerklich unzureichenden Ergänzungen des Mauerwerks
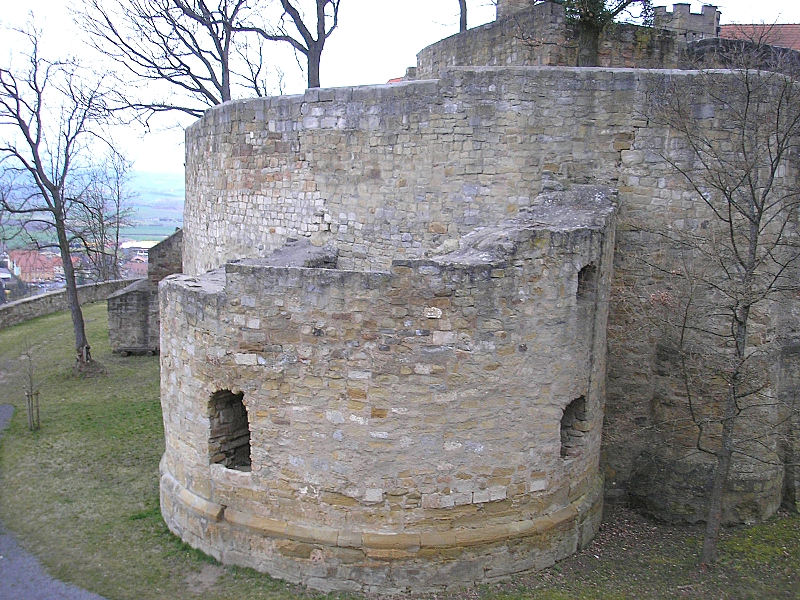
Das südöstliche Rondell
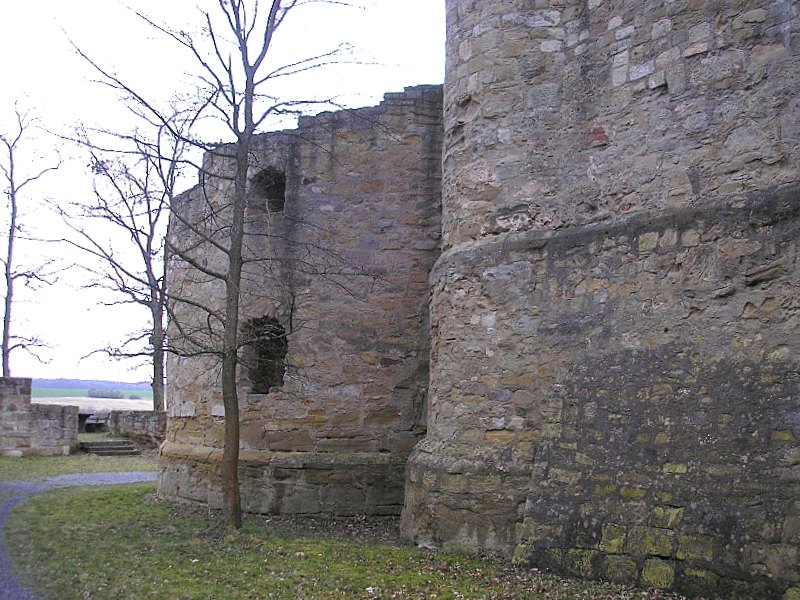
Das südöstliche Rondell von Norden

Die Burgruine im Sommer 2010
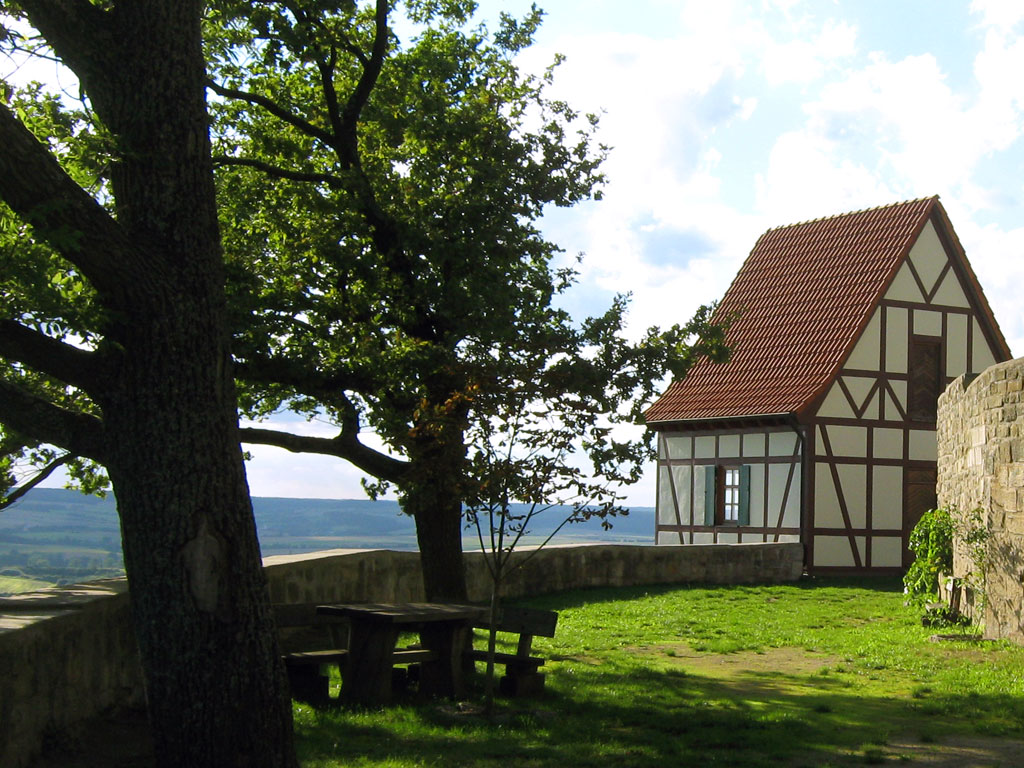
Teil der ehemaligen Ringmauer
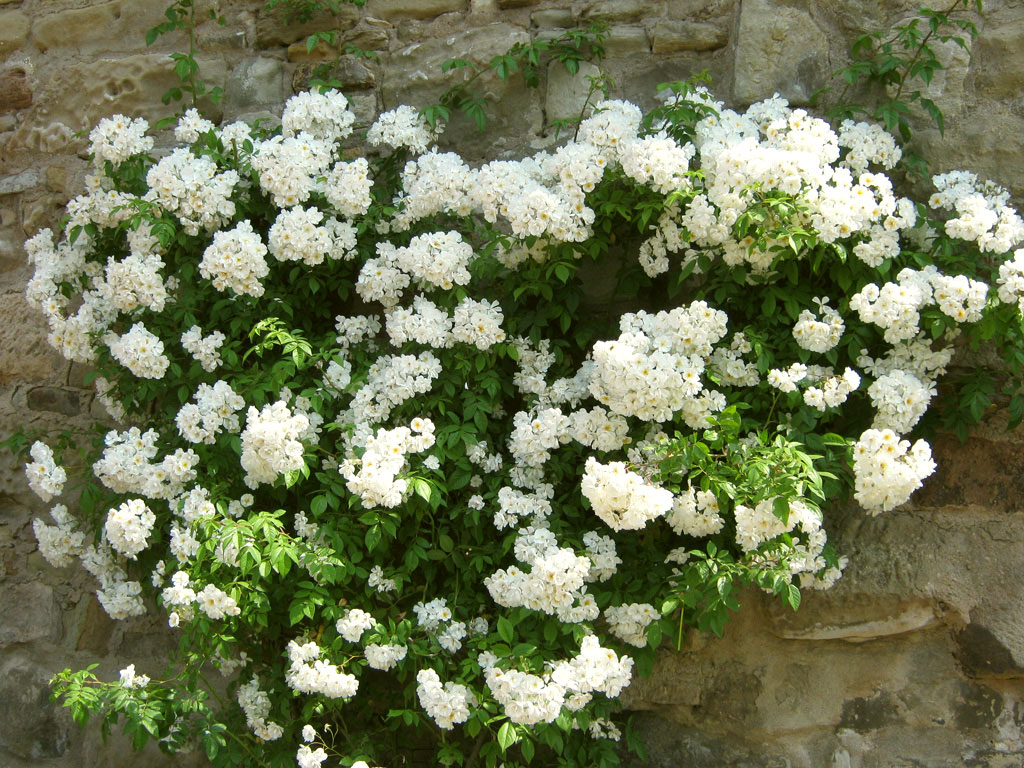
Blühende Kletterrosen im Wallgraben
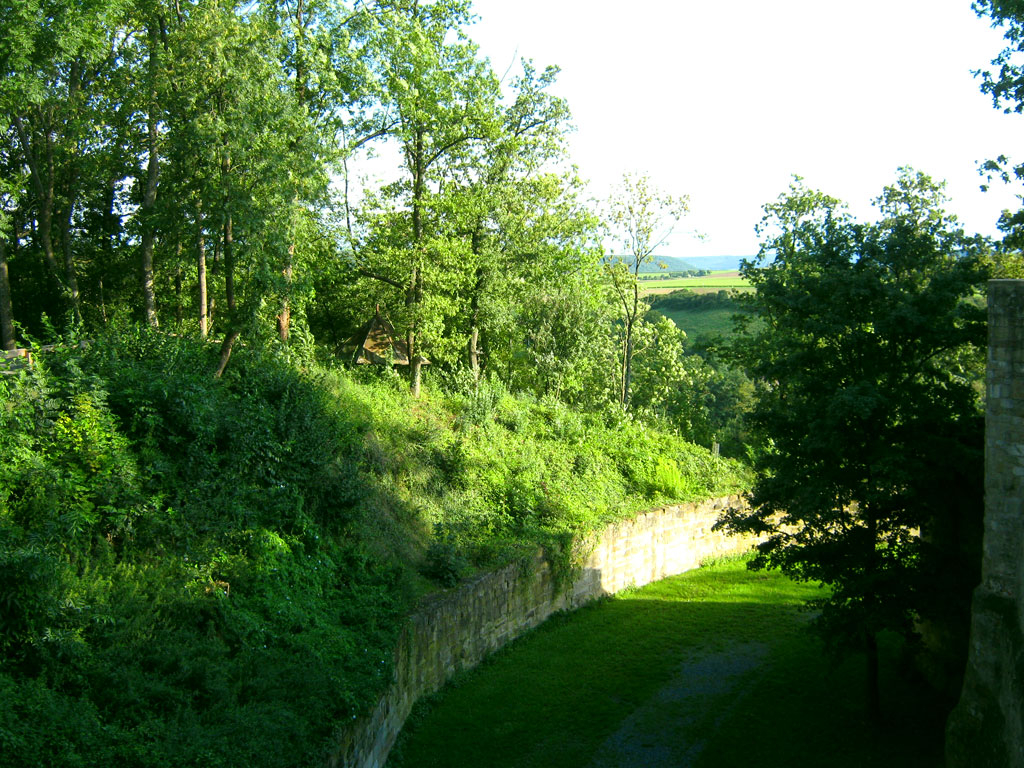
Blick von der Brücke in den Wallgraben
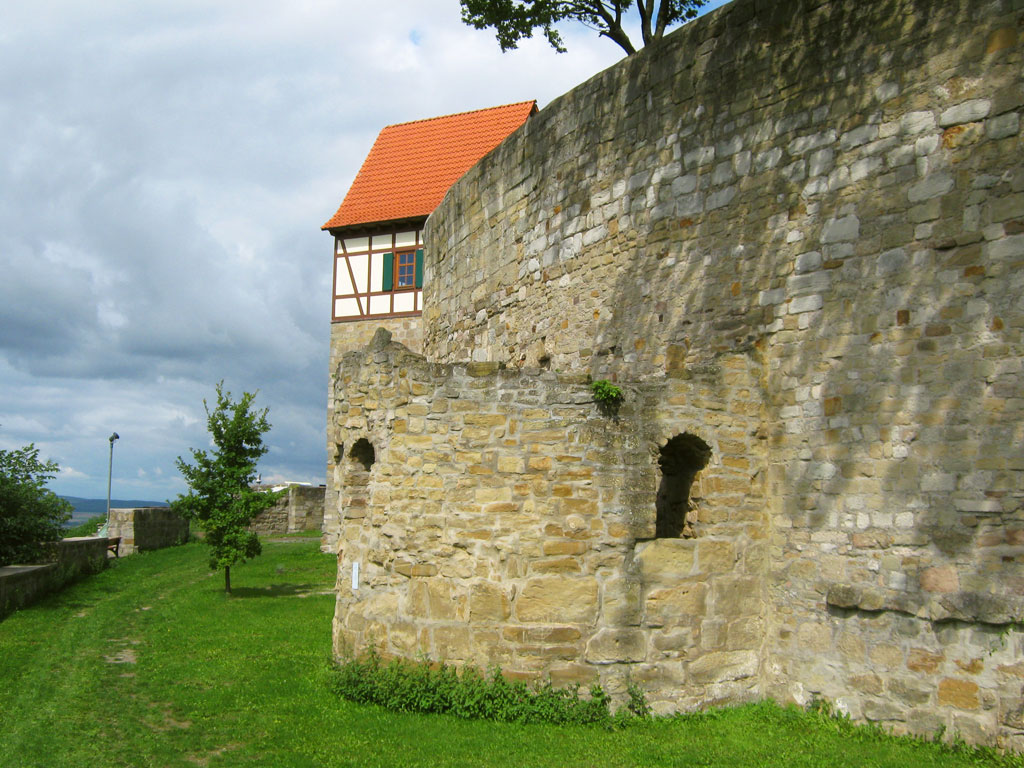
Südlicher Wallgraben mit Pulverturm im Vordergrund
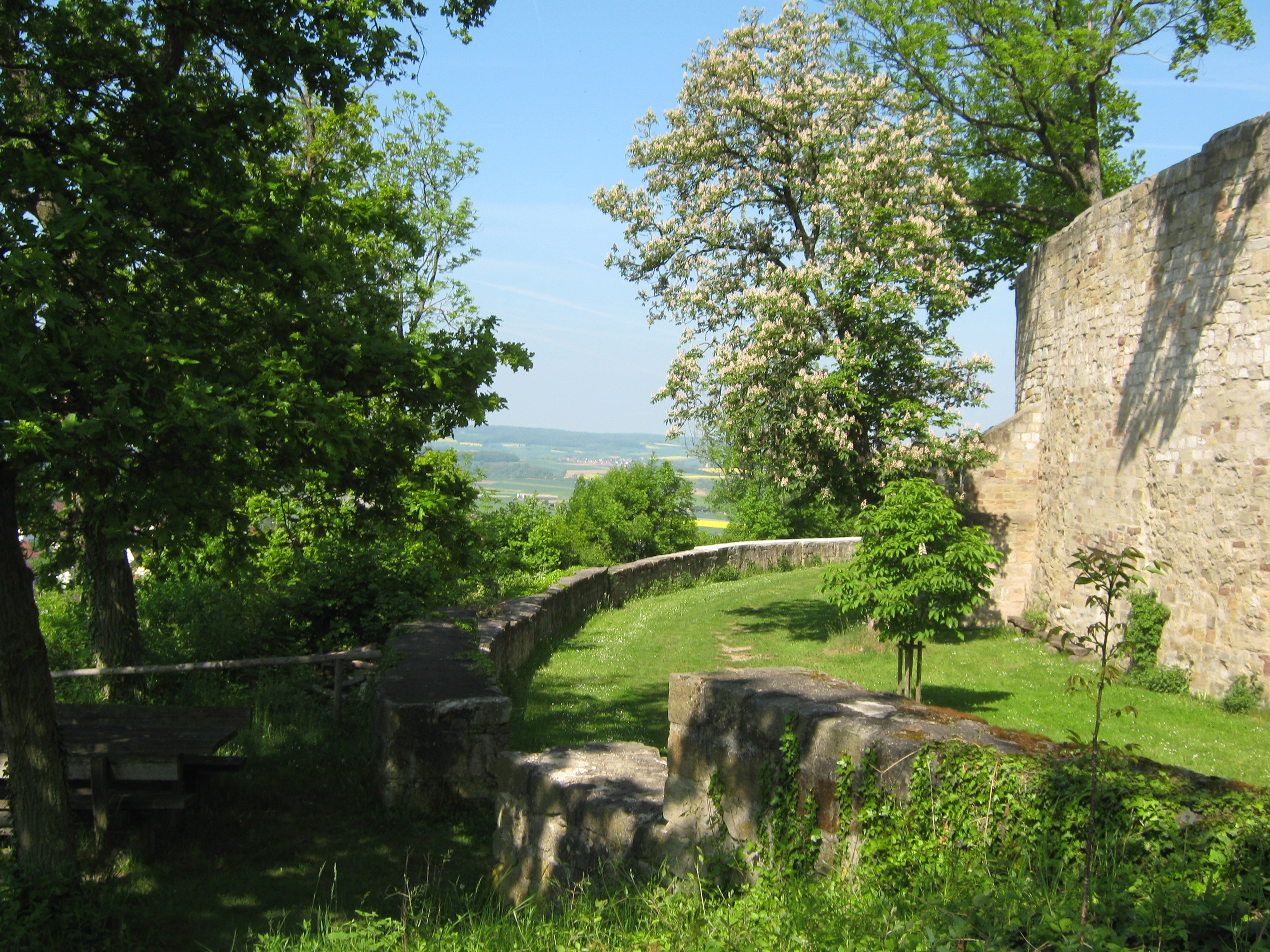
Blick von außen in den südlichen Graben
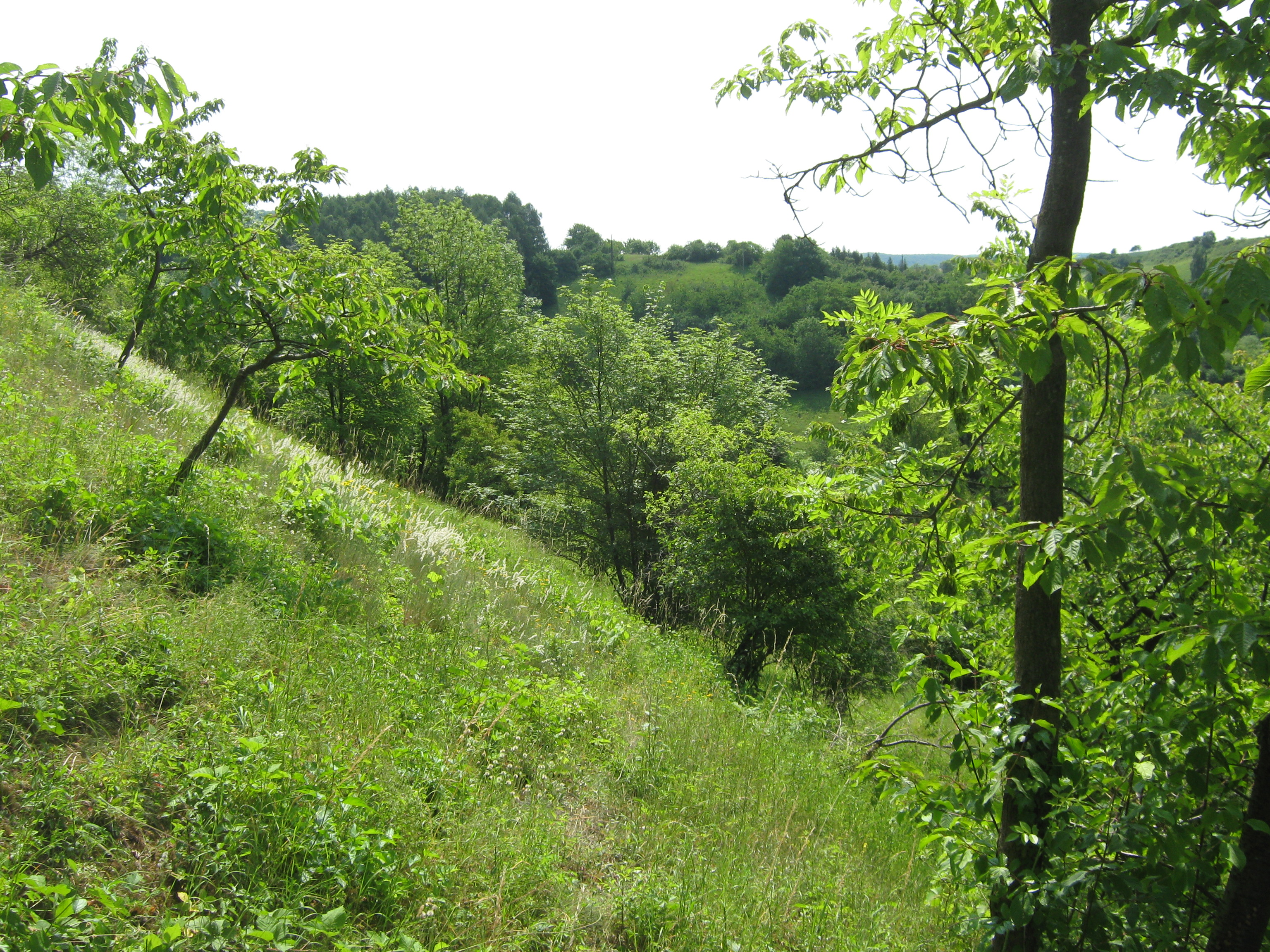
"Gräfenberg", ehemaliger fürstlicher Weinberg am Südhang des Schlossbergs
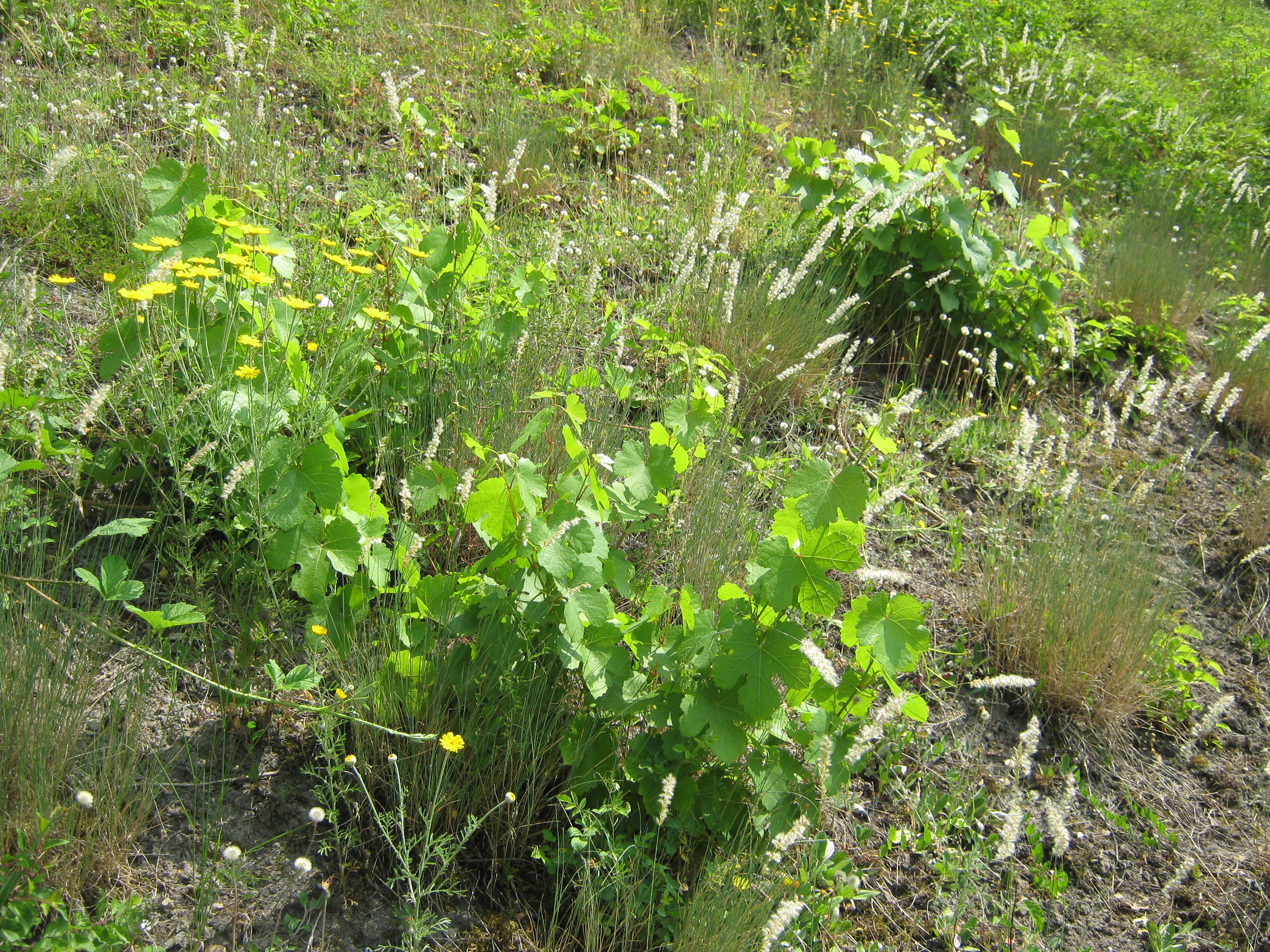
Verwilderte Weinstöcke im "Gräfenberg"
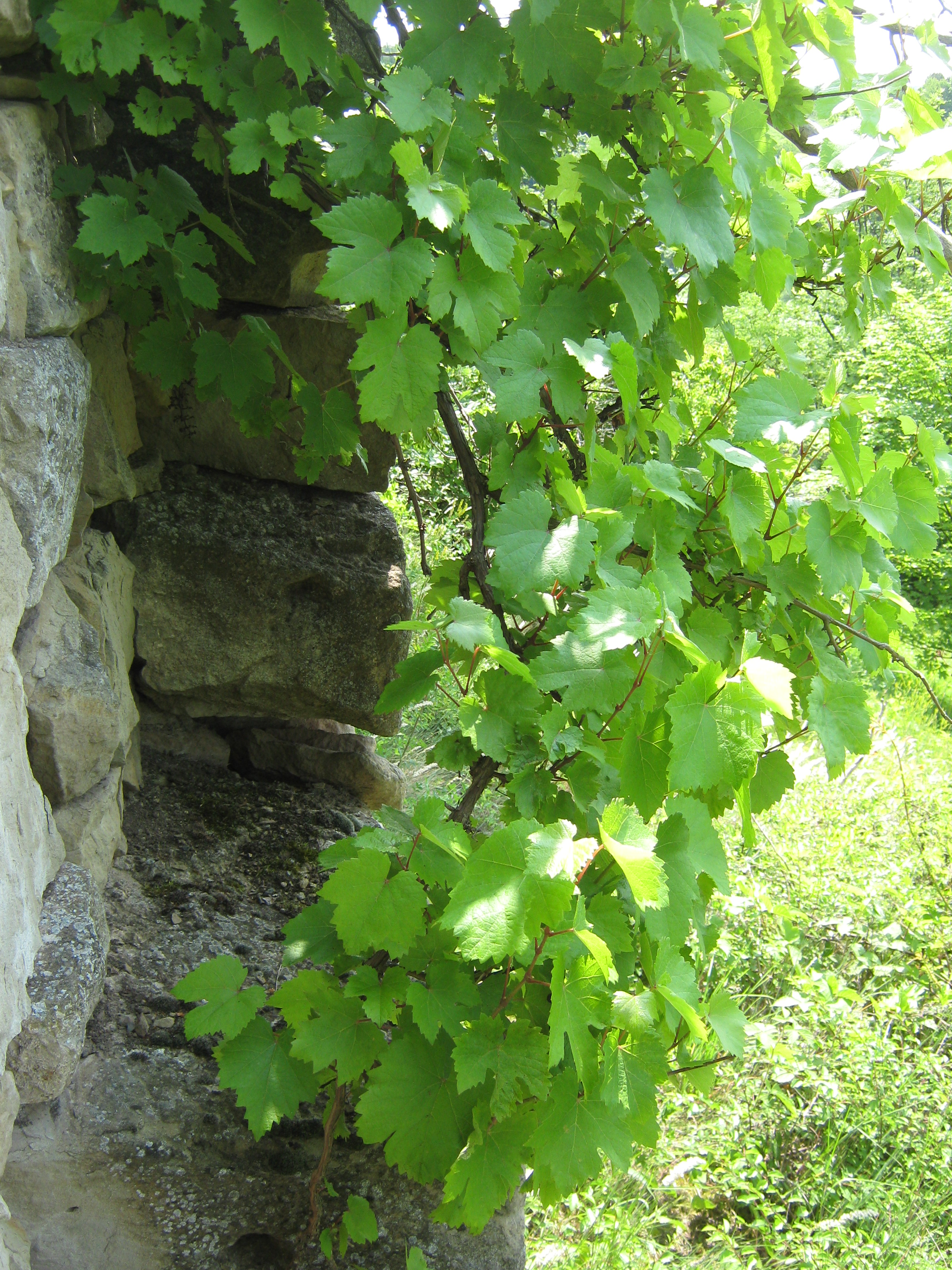
Terrassenmauer im "Gräfenberg". Nachdem das Schloss verlassen war, verwendete man dessen Steine bei Ausbesserungen dieser Weinbergsmauern.

## Tourismus

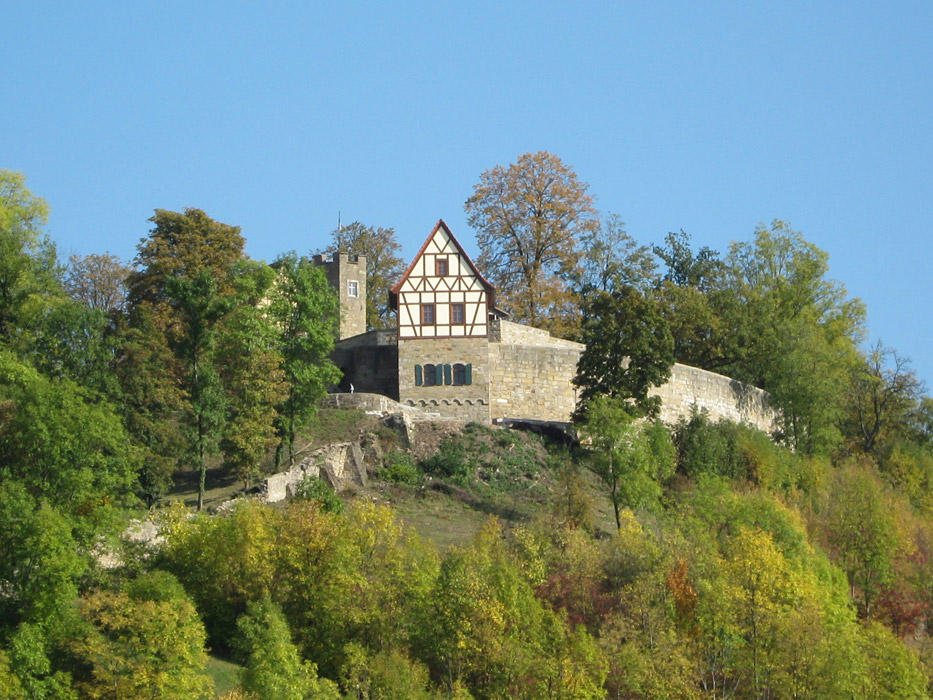
Westansicht der Ruine mit Gaststätte und wiedererrichtetem Wächterturm

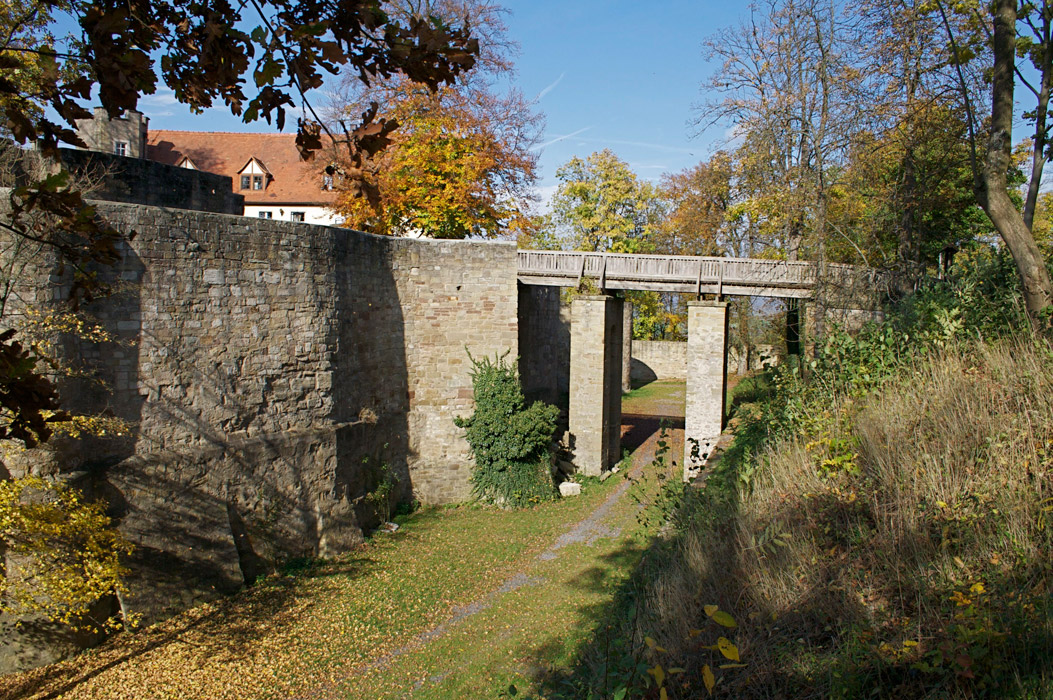
Wallgraben und Brücke im Herbst

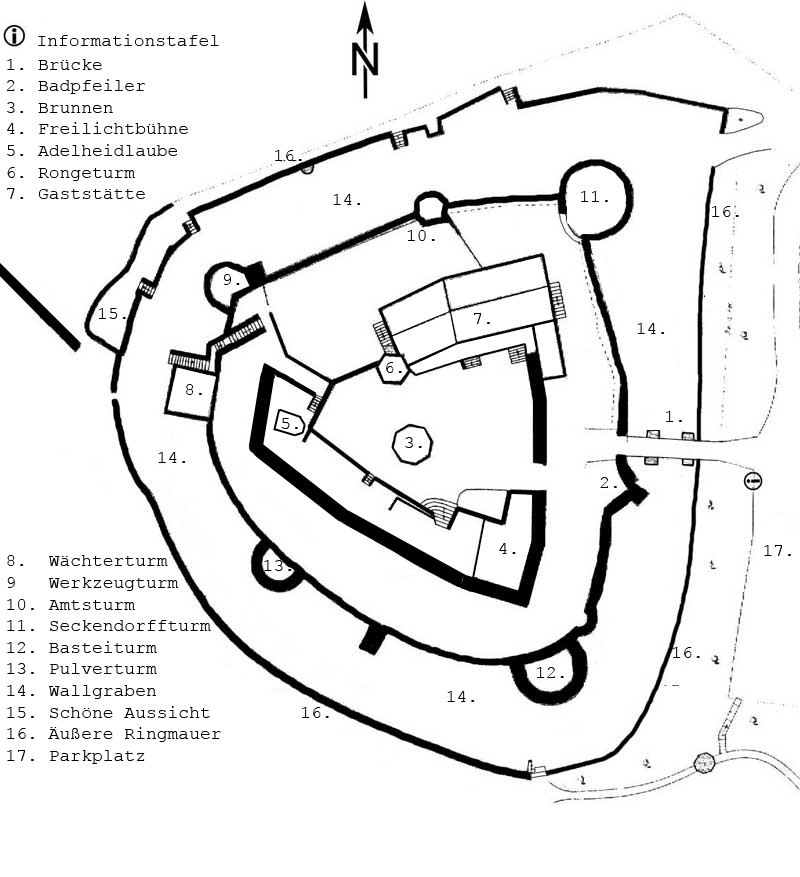
Die Burganlage heute (2010)

Die Burg ist zu Fuß und mit dem Auto gut zu erreichen und verfügt über Parkplätze und eine Gaststätte mit gutbürgerlicher Küche und Biergarten. Dem Besucher bietet sich bei schönem Wetter ein herrlicher Ausblick hinunter in die Stadt und in den Haßgau.
Der Aussichtsturm und der Burgbrunnen können besichtigt werden, der Verein bittet lediglich um eine freiwillige Spende.
Da das Gelände relativ gut begehbar ist, finden seit einigen Jahren vermehrt Veranstaltungen dort statt. So lockt beispielsweise die Rosen- und Gartenmesse einmal im Jahr hunderte Besucher nach Königsberg.
Im Zuge des LEADER-Projekts Deutscher Burgenwinkel sollen die Ruinen im nördlichen Landkreis Haßberge touristisch aufgewertet werden. Seit Herbst 2012 befindet sich eine von dem Burgenforscher Joachim Zeune erarbeitete Hinweistafel in unmittelbarer Nähe der Burg.

## Geschichte

### Gründung und erste Besitzer
Die genaue Entstehungszeit der Burg liegt im Dunkeln. Lange Zeit vermutete man, dass sie nach der Zerstörung der Burg Bramberg im Jahr 1168 auf Befehl Kaiser Friedrich Barbarossas erbaut wurde. Belege dafür gibt es jedoch keine, auch nicht für die Belehnung der Andechs-Meranier mit der hochmittelalterlichen Kernburg, die zeitgleich mit der Erhebung in den Herzogstand um 1180 stattgefunden haben soll. Frühe urkundliche Nennungen der Burg Königsberg haben sich allesamt als Verwechslungen mit anderen Orten (z. B. der Hohkönigsburg im Elsass, Königsberg an der Eger oder der Reichsburg Kyffhausen) erwiesen. Erstmals wurde im Jahr 1234 ein kaiserlicher Schultheiß in Königsberg erwähnt. Daraus folgert man, dass Königsberg zu dieser Zeit eine Reichsburg war. Die anschließenden Besitzwechsel sind gut dokumentiert: Im Jahr 1243 verlieh Kaiser Friedrich II. dem Bischof Heinrich von Bamberg die Burgen Königsberg und Bettenburg. Dieser verpfändete sie 1249 dem Grafen Hermann I. von Henneberg. Nachdem das Pfand nicht ausgelöst worden war, verblieben Burg und Amt Königsberg im Besitz der Henneberger. Sie hatten keine männlichen Nachkommen und so wurde im 14. Jahrhundert Burggraf Albrecht von Nürnberg, der Sophie von Henneberg heiratete, Eigentümer. Ihm folgte Herzog Swantibor von Pommern durch dessen Ehe mit ihrer Tochter Anna. 1394 verkaufte Swantibor Königsberg an den Bischof von Würzburg, der Königsberg im Jahr 1400 an Balthasar von Thüringen weiter veräußerte. Dieser schlug das Amt den fränkischen Ortslanden zu. Von da an blieb Königsberg bis auf wenige Ausnahmen im Besitz der Wettiner.
Für das 14. Jahrhundert sind verschiedene Adelsgeschlechter belegt, die wohl in Verbindung mit der Burg Königsberg standen. Unter anderem wird Ritter Johannes Flieger als Besitzer eines Burggutes genannt. Im Jahr 1318 empfing Otto von Aufseß von Graf Berthold von Henneberg das Burglehen zu Königsberg. In den folgenden Jahrhunderten hatten viele lokale Adelsgeschlechter den Posten des Vogts oder Amtmanns zu Königsberg inne, wie beispielsweise von Lichtenstein (1394–1400), Truchsess von Wetzhausen (1423–1437), von Selbitz (1481–1494, 1552–1569), von Haßberg (1498–1523), von der Thann (1542–1546), von Stein zu Altenstein (1548–1551).

### Mittelalterliche Ausbauten

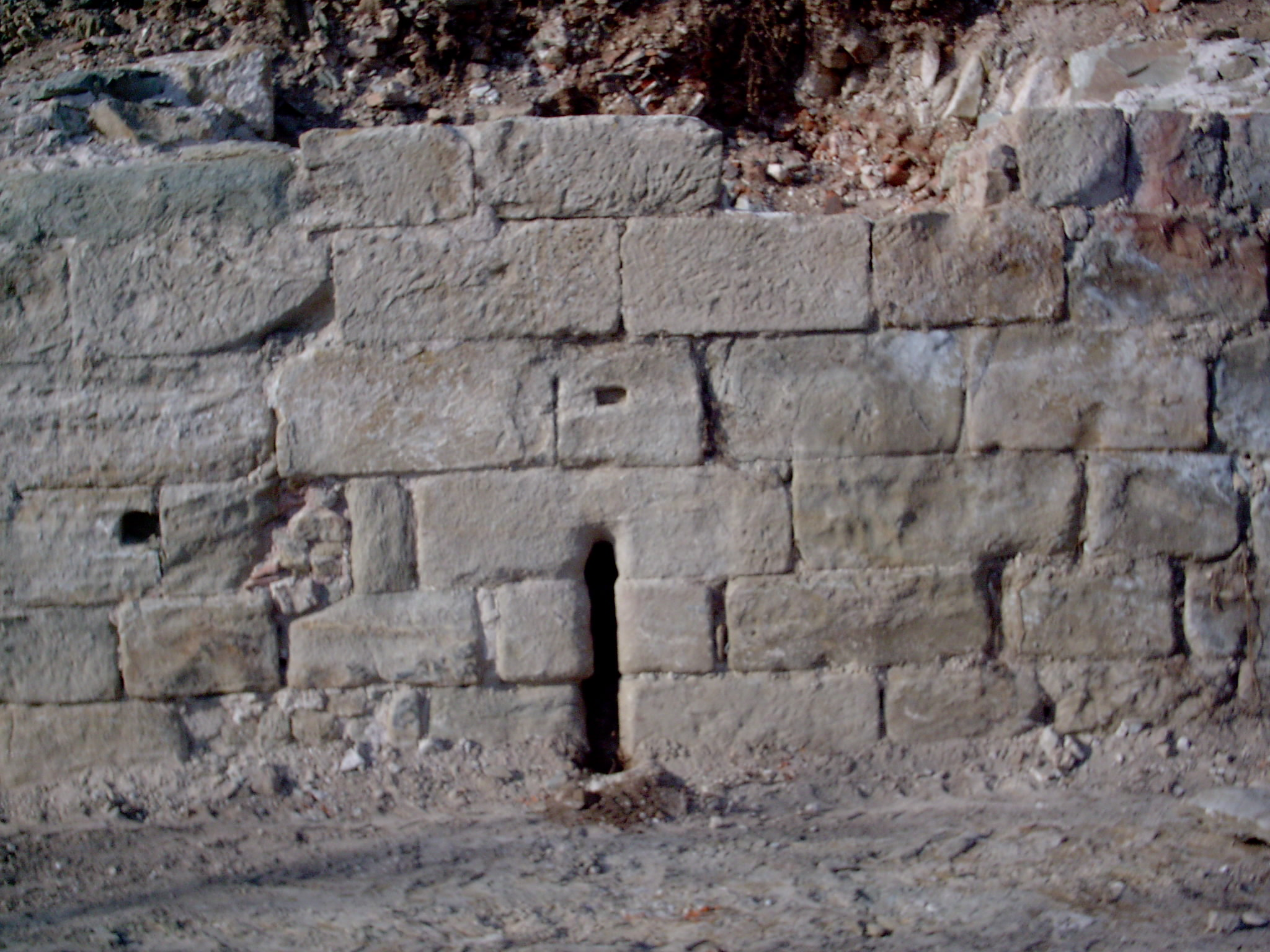
Teil der hochmittelalterlichen Ringmauer mit Lichtscharte (vor Restaurierung)

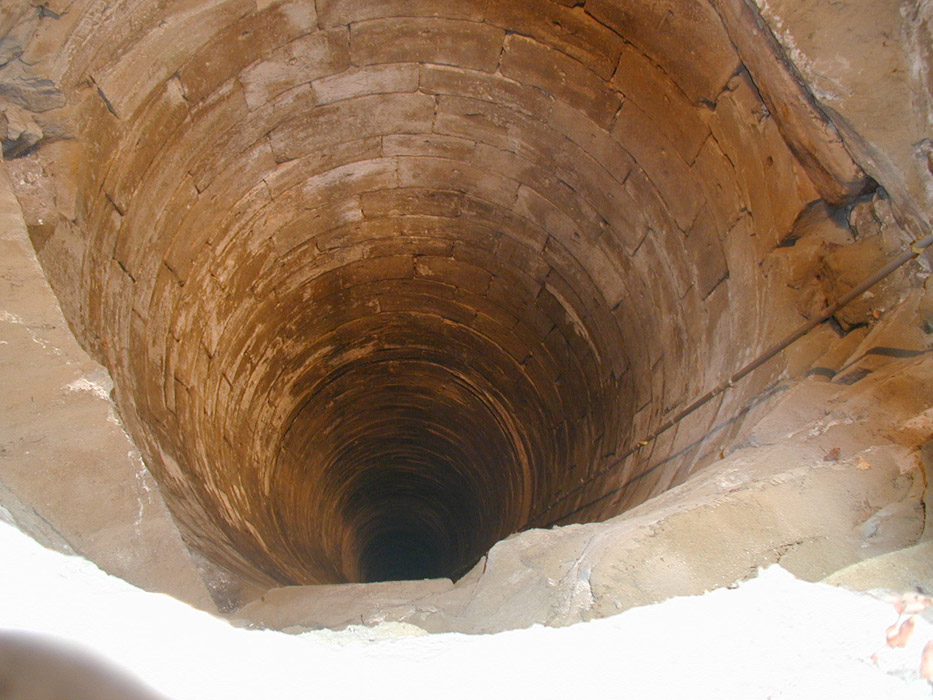
Der tiefe Brunnen im Burghof (ehemals etwa 80 Meter tief)

Die Kernburg bestand aus einer romanischen Ringmauer, einem an diese Mauer in der Nähe des Tores herangerückten Bergfried, verschiedenen Wirtschaftsgebäuden, einer 1317 erstmals erwähnten Kemenate und wahrscheinlich einem Saalbau (Palas). Von den letzten beiden Gebäuden sind noch Unterkellerungen und Grundmauern vorhanden.
In den ersten Jahrzehnten des 15. Jahrhunderts – vielleicht zur Zeit der Hussitenkriege – wurde eine zweite, hohe Ringmauer gebaut, sodass Zwingeranlagen entstanden. Ein heute verschwundener Stein datierte diese Zwingermauer ins Jahr 1442.
Der noch vorhandene tiefe Burgbrunnen (ca. 60 m) könnte ebenfalls im 15. Jahrhundert ausgeschachtet worden sein. Zum Fördern des Wassers diente ein Tretrad.
Der 1498 bis 1511 mit Futtermauern versehene Graben wird in den Archivalien ausdrücklich als „trocken“ bezeichnet und führte – entgegen einer älteren Hinweistafel – wohl niemals Wasser. Um 1500 fanden auch weitere Umbauten an der Zwingermauer statt. Womöglich entstand schon damals ein Teil der Flankierungstürme („Rondelle“).

### 16. Jahrhundert
Anders als viele anderen Burgen blieb Königsberg vom Bauernkrieg verschont. Königsberg war bereits seit 1523 evangelisch.
Der Großteil der Flankierungstürme wurde im 16. Jahrhundert an die große Zwingermauer angebaut.
Während sich an der Stelle der heutigen Gaststätte spätestens seit dem 15. Jahrhundert der drei Stockwerke hohe Palas oder die „hohe Kemenate“, wie der Bau in Archivalien genannt wird, befand, stand dort, wo heute die Freilichtbühne ist, die kleinere „alte Kemenate“. Sie war ein fast quadratischer Bau mit einem gewölbten Obergeschoss. Hinter der alten Kemenate befand sich die Burgküche. Dahinter wurden in der Folgezeit Pferde- und Kuhställe eingerichtet. Diese Gebäude nutzten die hochmittelalterliche Ringmauer als Außenmauer, zum Innenhof hin waren die Ställe aus Holz.
1547 eroberte im Zuge des Schmalkaldischen Kriegs Albrecht Alcibiades von Brandenburg-Kulmbach Burg und Stadt Königsberg. 1549 wurde er damit belehnt, verpfändete sie aber an Wilhelm von Grumbach. Von diesem kam Burg und Stadt 1551 an Kurfürst Moritz, der sie im Jahr darauf an Würzburg verkaufte.
Die würzburgischen Amtmänner bauten eine neue Amtmannwohnung mit Amtsstube und Küche in den nordwestlichen Zwinger. Dieses Gebäude bezog zwei Rundelle mit ein. In dem östlicheren, heute Seckendorffturm genannt, wurde am 5. Juli 1673 Friedrich Heinrich Reichsgraf von Seckendorff geboren.
1569 kam Königsberg wieder in sächsischen Besitz. In der Folgezeit wurde die Burganlage baufällig, sodass ab 1595 umfangreiche Umbau- und Sanierungsmaßnahmen notwendig wurden. So wurde zum Beispiel anstelle eines baufälligen Rondells im Westen ein quadratischer Wächterturm mit Fachwerkobergeschoss gebaut.

### 17. Jahrhundert: Ausbau zum Schlösschen

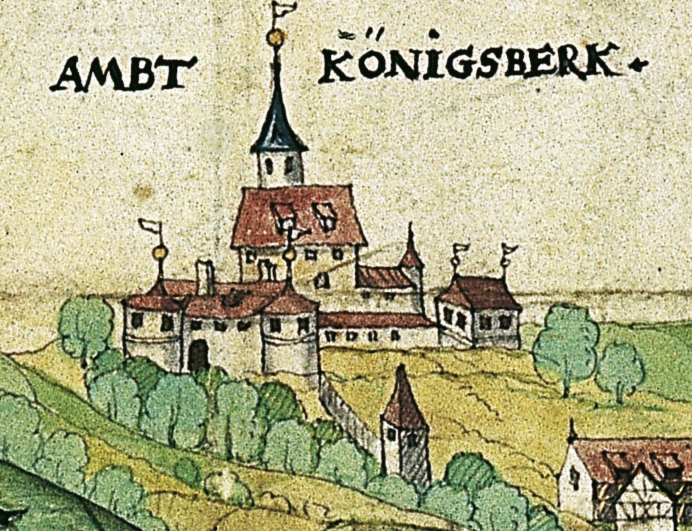
Kolorierte Ansicht der Burg im 17. Jahrhundert

Das beginnende 17. Jahrhundert war vor allem von Renovierungs- und Umbaumaßnahmen geprägt.
1611 hat man die alte Kemenate, an der seit 1596 gebaut wurde, abgerissen und bis 1614 einen neuen, fünfstöckigen Bau mit Archiv, Kammern und Stuben errichtet. In den Gemächern wohnte in der Folgezeit die fürstliche Herrschaft, wenn sie zu Besuch in Königsberg weilte.
Seit 1613 versorgte eine ca. zwei Kilometer lange, hölzerne Deichelleitung das „Bergschloss“ mit fließendem Wasser. Etwa zur gleichen Zeit wurde der sechseckige Treppenturm an die „hohe Kemenate“ angebaut. Von den Steinstufen sind die unteren noch vorhanden.
Von 1615 bis 1621 wurden auf Initiative der Herzogin Dorothea Maria die alte Schlosskirche und der Speisesaal in der einstigen hohen Kemenate renoviert. Schon im 16. Jahrhundert befand sich eine dem heiligen Bartholomäus geweihte Kapelle in der Burg, nur war diese wahrscheinlich kleiner, wenn sie nicht gar nur aus einem Kapellenerker bestand.
Am 27. Januar 1625 feierte der kurz zuvor aus seiner Gefangenschaft entlassene Herzog Wilhelm IV. von Sachsen-Weimar in der von seiner Mutter erneuerten Schlosskirche zum ersten Mal seit seiner Freilassung das Abendmahl. Zum Andenken stiftet er eine Dankpredigt und ein Schlossfest. Noch heute wird im Rahmen der so genannten Herzog-Wilhelm-Kettenfeier an dieses Ereignis des Dreißigjährigen Kriegs gedacht, allerdings nicht mehr auf der Burg, sondern im evangelischen Gemeindesaal in der Stadt.
Während des Dreißigjährigen Kriegs wurde das Schloss mehrmals erobert, ausgeplündert, Teile der Innenausstattung wurden zerstört.
Daraufhin verlegte man den Zugang zur Burg. Bisher war man über eine Brücke zu dem Tor gelangt, das sich zwischen den beiden bewohnten Rondellen mit der Amtmannswohnung befand, dann in den Zwingerbereich und von dort schließlich in den Burghof.
Seit 1640 befindet sich die Brücke an ihrem heutigen Ort. Die steinernen Pfeiler mit Jochen wurden 1666 neu gebaut. Das Tor war durch eine Zugbrücke geschützt. Links neben dem Tor ragt eine dreieckige Bastion in den Graben. Das dort befindliche Gebäude war zunächst eine Wachtstube, später wurde die Badestube aus dem Burgkern dorthin verlegt.
Für Fußgänger gab es einen weiteren Zugang im Westen. Vom Oberen Tor der Stadtbefestigung gelangte man über eine Treppe zu der mit einer Zugbrücke gesicherten „Schwarzen Pforte“. Sie befand sich neben dem Wächterturm, etwa dort, wo heute eine Treppe in den Graben führt. Dieser Zugang ist schon um 1500 belegt.
Von 1653 bis 1660 reparierte man den im Krieg 1634 zerstörten Röhrenbrunnen aus Baumstämmen.
Das Obergeschoss des Treppenturms erhielt im Jahr 1657 eine Schlaguhr.
Im 17. Jahrhundert schlug mehrmals der Blitz in den hohen Bergfried ein, sodass 1664 und 1684 die oberen Stockwerken abgenommen werden mussten. Im Erdgeschoss befand sich eine Silberkammer, darüber lagen Gefängnisse.

### Verkauf und Verfall

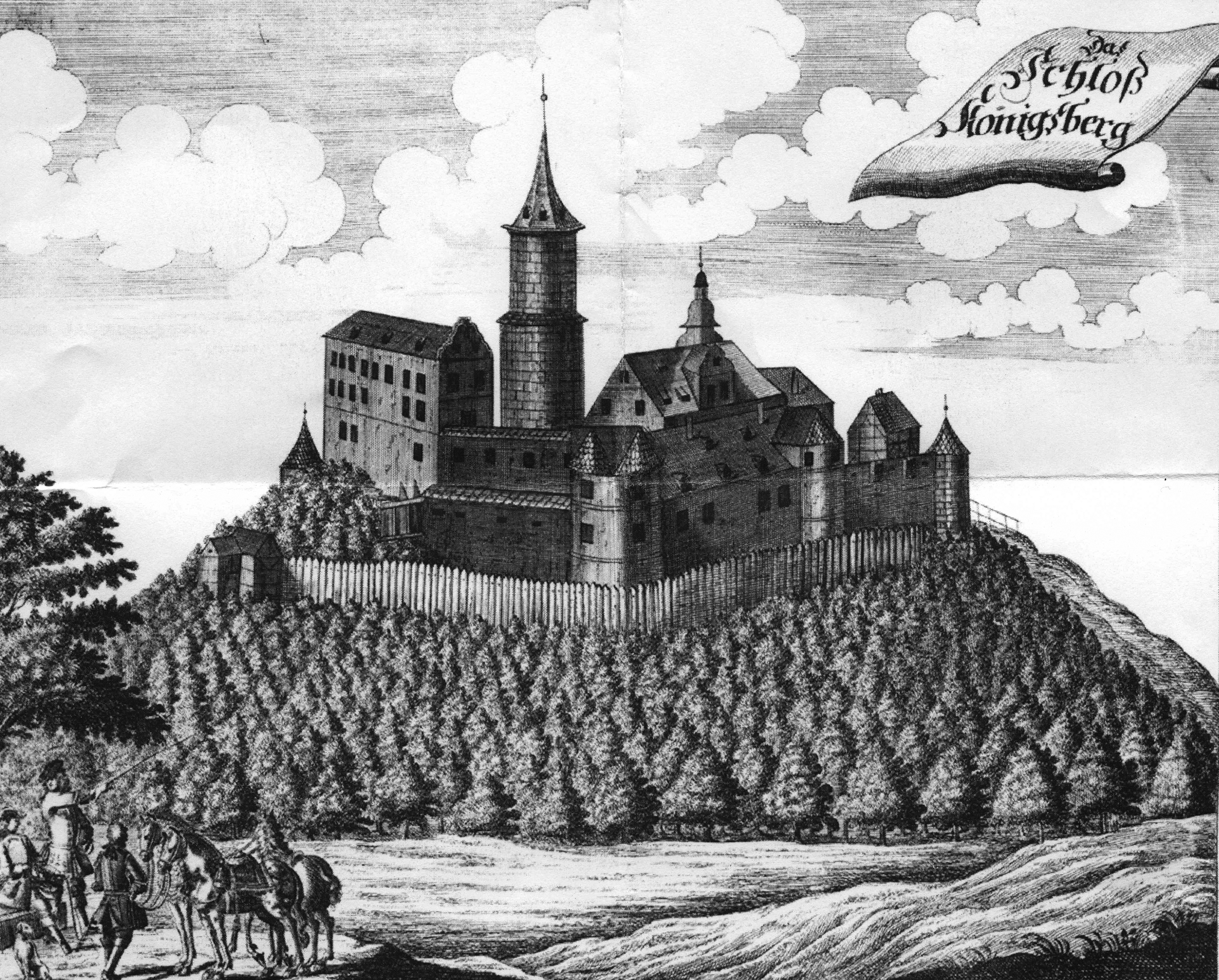
Kupferstich von 1717; links: "Neuer Bau", ehemals "alte Kemenate"; Mitte: Bergfried, rechts: Schlosskirche mit Festsaal, ehemals "hohe Kemenate"; davor: Rondelle mit Amtmannswohnung, rechts hinten: Wächterturm

Schon Anfang des 18. Jahrhunderts wohnte die fürstliche Herrschaft bei ihren Besuchen nicht mehr auf der Burg, sondern in der Stadt. Im Jahr 1757 zog  auch der Amtmann aus seiner Wohnung aus.
Ab 1764 verkaufte man Materialien der stark heruntergekommenen Gebäude, zum Beispiel etliche Fuhren Sandstein, aus denen die Gebäude gebaut waren, sowie Holz und Ziegel. Die ersten Dächer begannen einzustürzen. Im Jahr 1773 musste die Witwe des alten Wächters aus dem Wächterturm wegen Einsturzgefahr ausziehen. Sowohl der Bergfried als auch der Wächterturm wurden zum Teil von Maurern abgerissen. Durch Versteigerung gelangten die Baumaterialien in den Besitz der Königsberger Bürger. Nach 1780 war das Areal ein kostenloser Steinbruch. 1790 stürzte das letzte Dach ein. Anfang des 19. Jahrhunderts war praktisch fast nichts mehr von der einstigen Anlage vorhanden.
Von nun an entdeckte man den Schlossberg als romantische Kulisse für Spaziergänge und Feste. Ein Königsberger Wirt betrieb auf dem Areal eine Sommerwirtschaft mit Kegelbahn und Scheibenschießen.
1854 verkaufte die Landesregierung Sachsen-Coburg und Gotha den Schlossberg an den Privatier und späteren Bürgermeister von Königsberg, Franz Ronge. Dieser ließ Lauben auf dem Areal anlegen und errichtete 1860/61 auf den Resten des ehemaligen Treppenturms einen Aussichtsturm, der nach ihm Rongeturm genannt wird. Er kann gegen eine freiwillige Spende an die Schlossberggemeinde besichtigt werden.

### 20. Jahrhundert

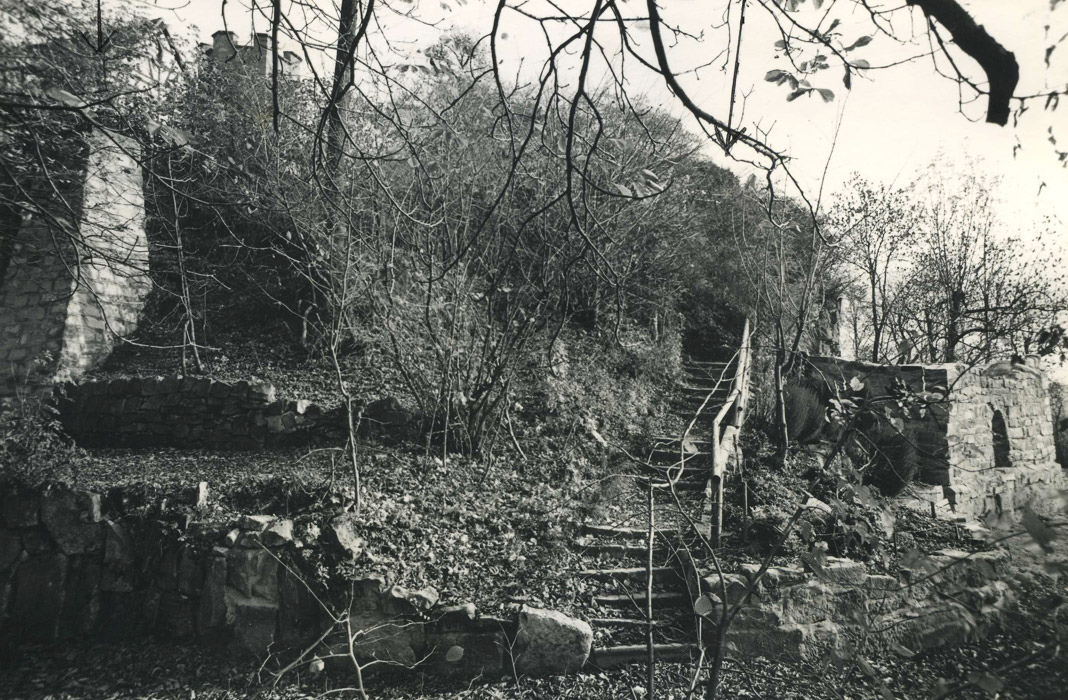
Der westliche Wallgraben vor dessen Renovierung in den 1970er Jahren mit teilweise wieder aufgebautem Wächterturm und Fußweg zur Gaststätte

Nach dem Tod von Franz Ronge, dem Bruder von Johannes Ronge, gehörte der Schlossberg der Familie Sattler. Einer ihrer Arbeiter entdeckte den im Jahre 1716 mit einer Steinplatte verschlossenen und danach verschütteten Burgbrunnen neu. Er wurde geöffnet und kann gegen eine freiwillige Spende an den Verein besichtigt werden.
1904 kaufte die Stadt Königsberg den Schlossberg. Sie hatte allerdings nicht die Mittel, das stark verfallene Gemäuer zu erhalten. Im Jahre 1921 bildete sich eine Bürgerinitiative, die Schlossberggemeinde, die sich fortan um den Erhalt und Wiederaufbau der Burganlage kümmerte. Dieser Verein legte noch in den zwanziger Jahren die Keller frei und ließ von dem Coburger Architekten Leopold Oelenheinz Teile der noch erhaltenen Mauerpartien im Burghof renovieren und 1925 das Brunnenhaus bauen. Auch die alten Brückenpfeiler von 1666 wurden erneuert und eine hölzerne Brücke neu gebaut. In den 1930er Jahren diente die Freilichtbühne an der Stelle der einstigen alten Kemenate bzw. des späteren neuen Baus für folkloristische Aufführungen. Auf dem Kellergewölbe, das ehemals die Schlosskirche trug, wurde in den 1930er Jahren eine hölzerne Halle gebaut, ebenfalls nach den Plänen von Oelenheinz (Heim der Hitlerjugend). Anstelle des kriegsbeschädigten Gebäudes errichtete man 1949/50 die Gaststätte, die heute im Besitz der Stadt Königsberg und verpachtet ist.
Die Schloßberggemeinde Königsberg e. V. ist ein aktiver gemeinnütziger Verein. Er kümmert sich vor allem um die Instandhaltung der alten Bausubstanz und die Freihaltung der Sichtschneisen. Die Schlossberggemeinde finanziert sich durch Spenden, Mitgliedsbeiträge und Einnahmen bei Vereinsfesten. Alle Mitglieder arbeiten ehrenamtlich.

### Die Besitzer im Überblick
- Um 1200: Bau der Burg als Reichsburg. Womöglich Lehen der Herzöge von Andechs-Meran
- 1234: Erste indirekte urkundliche Erwähnung
- 1243–1249: Bistum Bamberg
- 1249–1353: Grafen von Henneberg
- 1353–1374: Burggraf Albrecht zu Nürnberg
- 1374–1394: Herzog Swantibor von Pommern
- 1394–1400: Bistum Würzburg
- 1400–1440: Balthasar von Thüringen, Friedrich der Einfältige
- 1445–1447: Herzog Wilhelm III. von Sachsen
- 1447–1451: Apel Vitzthum
- ab 1485: Ernestiner
- 1542–1547: Herzog Johann Ernst von Sachsen-Coburg
- 1547–1551: Markgraf Alcibiades von Brandenburg-Kulmbach, dann Wilhelm von Grumbach
- 1551–1552: Kurfürst Moritz von Sachsen
- 1552–1569: Bistum Würzburg
- 1569–1634: Herzogtum Sachsen-Weimar
- 1634–1675: Herzogtum Sachsen-Gotha
- 1675–1683: Herzogtum Sachsen-Römhild
- 1683–1826: Herzogtum Sachsen-Hildburghausen
- 1826–1854: Herzogtum Sachsen-Coburg-Gotha
- 1854–1904: Franz Ronge und Erben
- seit 1904: Stadt Königsberg

## Fundstücke

Lesefunde: Kachelscherben vom Burgareal
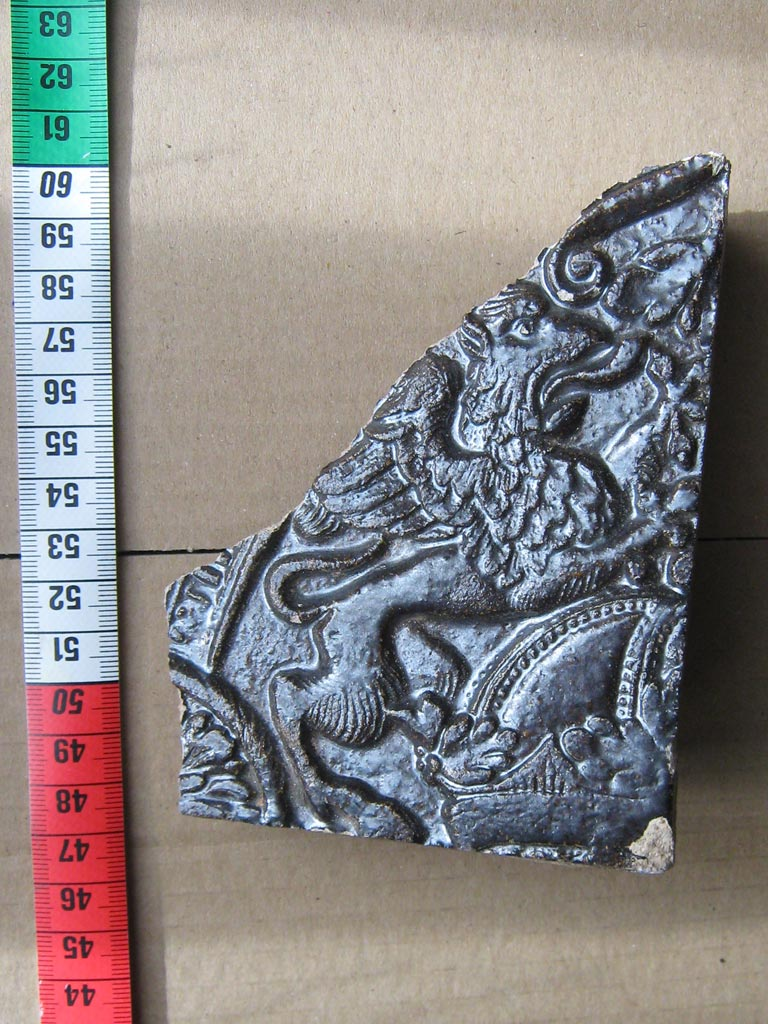
Wahrscheinlich Ofenbekrönung eines Kombinationsofens, erste Hälfte 17. Jahrhundert
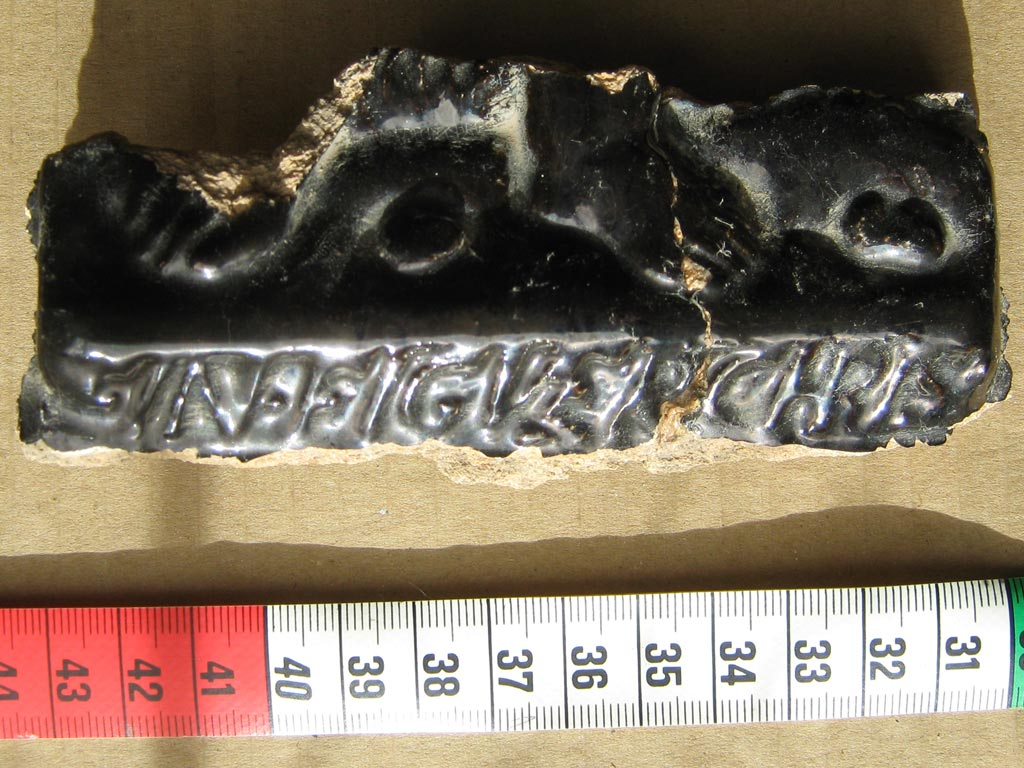
Unterer Rand einer Blattkachel mit stehendem Christus, letztes Drittel 16. Jahrhundert
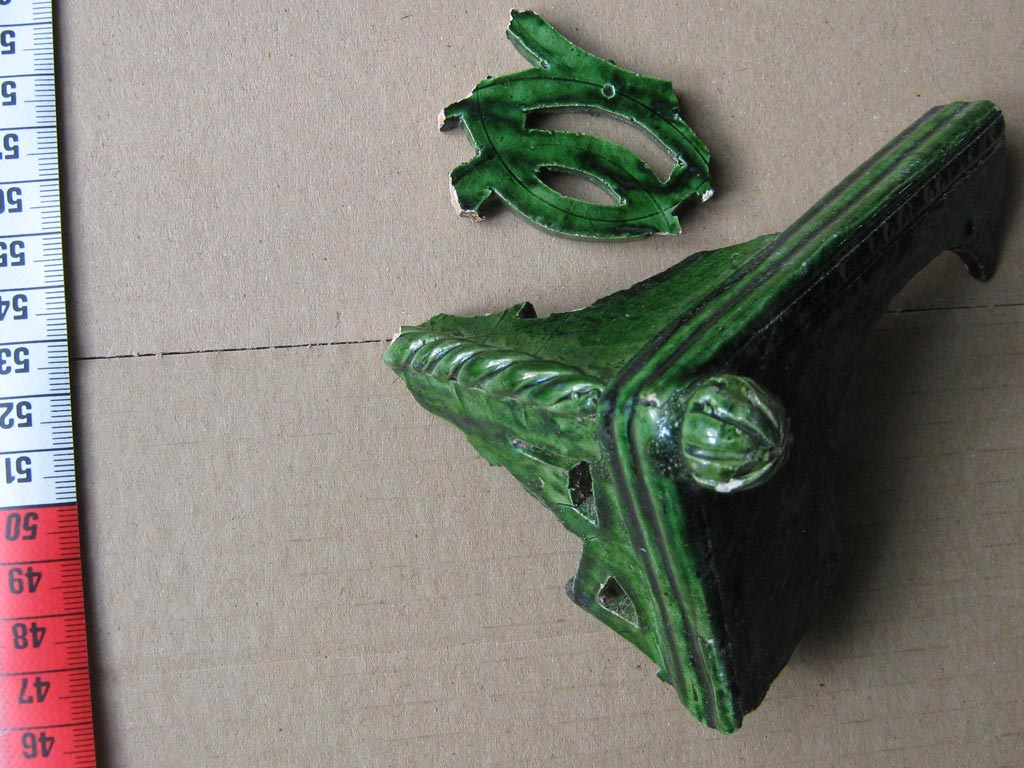
Schreibgeschirr mit melonenartigen Aufsätzen, kurz vor 1600
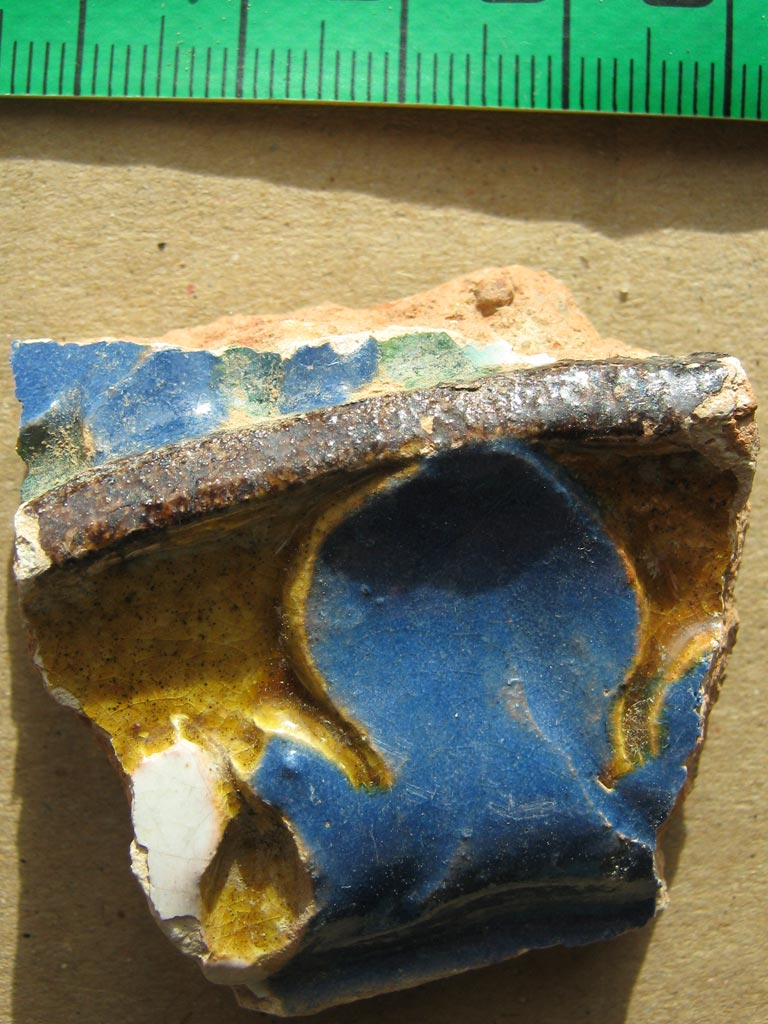
Polychrome Fayencekacheln, Nürnberg, Mitte 16. Jahrhundert
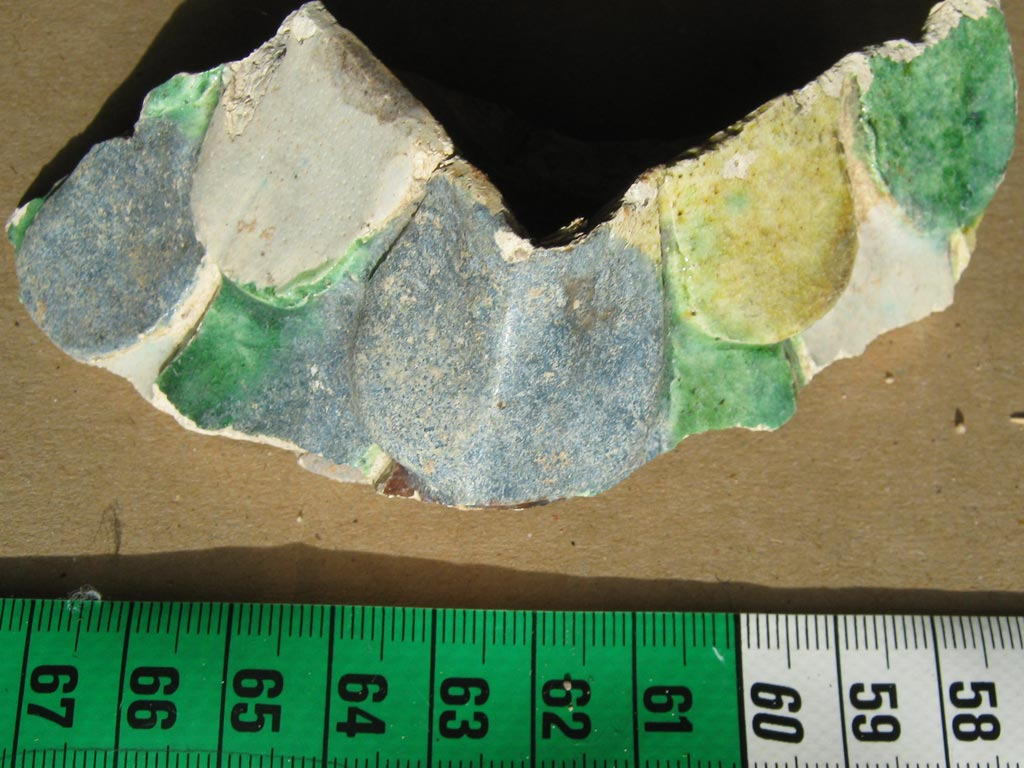
Polychrome Fayencekacheln, Nürnberg, Mitte 16. Jahrhundert
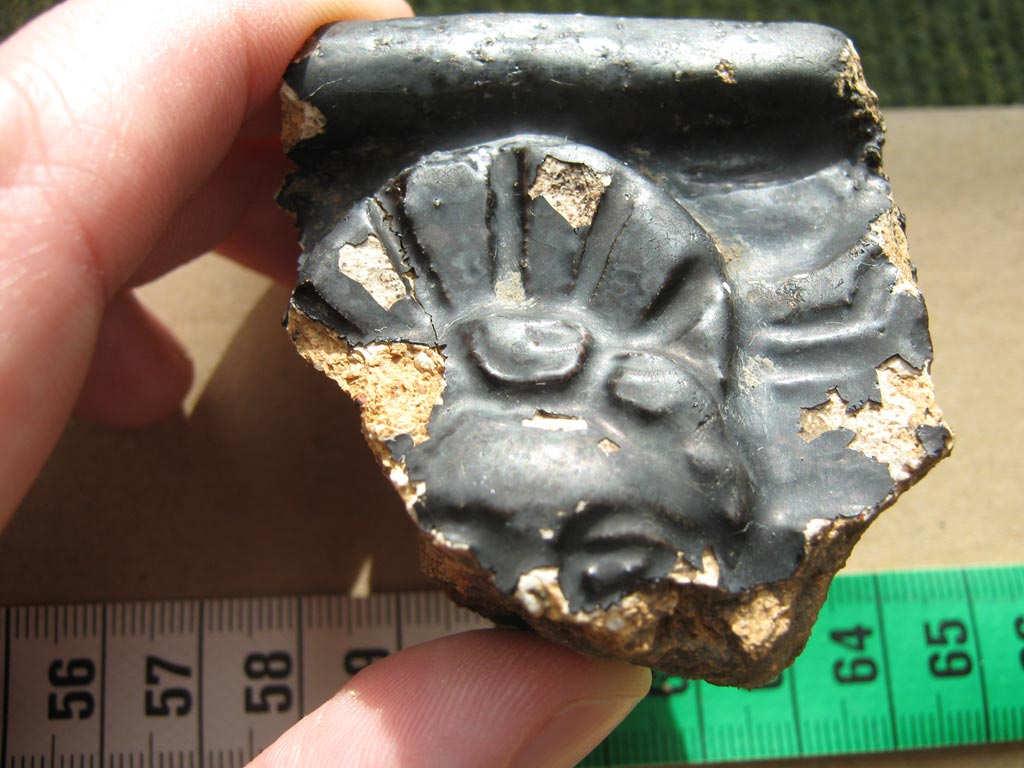
Gesimskachel, Frauenkopf mit Radhaube, um 1600